# Битва при Абукире (1799)
Битва при Абукире — сражение, произошедшее 25 июля 1799 года между восьмитысячной французской армией генерала Наполеона Бонапарта и восемнадцатитысячной турецкой армией, высадившейся у мыса Абукир, где за год до этого адмирал Нельсон уничтожил почти весь французский флот.

## Перед битвой
Завоевавший Египет к осени 1798 года вследствие своей Египетской экспедиции, генерал Бонапарт, ставший фактическим правителем этого государства, к концу 1798 года решил продолжить свой поход, изначально готовившийся против английской Индии. После того, как в начале 1799 года Бонапарт начал кампанию за завоевание Сирии и покинул Египет, турки решили вернуть его себе во время отсутствия основных сил французской армии и её главнокомандующего. Заручившись поддержкой англичан, Саид Мустафа-паша во главе 18-тысячной армии на английских судах к середине июля были переправлены к египетским берегам и 14 июля высадились у форта Абукир, а 16 июля турки овладели самим фортом. Но дальше они не пошли, а решили занять оборонительную позицию. К тому времени Бонапарт, знавший об этих планах, вынужден был снять осаду с последней оставшейся в Палестине крепости Акры и повернул назад в Египет. 25 июля он стянул к Абукиру 7700 солдат и с этими силами решил немедленно начать сражение именно в Абукире, чтобы таким образом смыть прошлогодний позор французских моряков.

## Ход сражения
После двух часов подготовки началась артиллерийская дуэль между турецкими батареями, расположенными на двух холмах, и батареями полевых орудий дивизии Ланна и Дестэна. Генерал Мюрат выслал вперёд две кавалерийские колонны, по четыре эскадрона и три лёгких орудия в каждой. Первая колонна направилась в промежуток между холмами, на которых расположились турки. Огонь турецких стрелков был очень силён с обеих сторон, но когда снаряды и ядра лёгких орудий, сопровождавших кавалерийские колонны, стали поражать их сзади, они встревожились за свою линию отступления и потеряли выдержку. Генералы Ланн и Дестэн, вовремя заметив это, беглым шагом взобрались на обе высоты. Турки скатились вниз в долину, где их ожидала кавалерия. Не имея возможности отступить, они были прижаты к морю — одни на берегу внутреннего рейда, другие — на берегу открытого моря. Преследуемые картечью и ружейным огнём, атакуемые кавалерией, эти беглецы бросились в волны. Они пытались достичь своих судов вплавь, но девять десятых из них были поглощены морем. Тогда центр первой линии турок двинулся вперёд, чтобы прийти на помощь своим флангам. Мюрат умелым манёвром окружил противника. Пехота Ланюсса, оставшаяся в результате этого манёвра без прикрытия кавалерии, беглым шагом двинулась вперёд батальонными колоннами, на дистанции развёртывания. Смятение охватило центр, зажатый между кавалерией и пехотой. Лишённые возможности отступить, турки не имеют другого выхода, как броситься в море, ища спасения в направлении налево и направо. Их постигает та же участь, что и первых, — они погибают в море. Вскоре в волнах можно было заметить только несколько тысяч тюрбанов и шалей, которые море выбросило потом на берег. Шёл первый час сражения, а 8000 человек уже погибли: 5400 утонули, 1400 были убиты или ранены на поле сражения, 1200 сдались в плен; в руки победителя попали 18 пушек, 30 зарядных ящиков, 50 знамён.
Теперь французы могли приступить к атаке второй линии вражеской армии, но она занимала на редкость удачную позицию. Справа и слева она примыкала к морю и прикрывалась фланкирующим огнём канонерок и 17 полевых орудий. Центр занимал редут холма Везир. Казалось невозможным атаковать эту позицию, даже после только что достигнутого успеха. Бонапарт собрался было занять позиции на двух захваченных возвышенностях, но вскоре установил, что у подножья утёса Колодезь берег вдаётся в рейд в виде мыса. Батарея, установленная у входа на этот мыс, смогла бы обстреливать с тыла весь правый фланг противника. Действительно, она принудила его сосредоточиться между редутом и деревней, переменив фронт и отведя левый фланг назад. Этот манёвр оставлял на левом фланге линии промежуток в 200 туазов (~полкилометра), через который можно было совершить прорыв, что и было осуществлено. Ведомый полковником Кретэном, который стремился со славой вернуться на свой редут первым, Мюрат с 600 всадниками проник в этот промежуток. Между тем Ланюсс и Дестэн вели сильный артиллерийский огонь по центру и правому флангу противника. 18-й линейный, не вовремя брошенный в атаку, дрогнул в момент, когда редут был уже почти захвачен им, и оставил на гласисе 50 раненых. Турки, следуя своему обычаю, высыпали на гласис, чтобы отрубить головы этим раненым французам. 69-я полубригада французов, возмущённая этой жестокостью, беглым шагом ринулась на редут и проникла в него. Кавалерия, пройдя между холмом Везира и деревней, ударила во фланг второй линии и прижала её к морю, Ланн пошёл прямо на деревню и закрепился в ней, оттуда он направился к лагерю паши, где находился резерв. Вся эта оконечность полуострова превратилась в поле резни, беспорядка и смятения. Саид Мустафа-паша, с ханджаром в руке, окружённый самыми отважными воинами, отчаянно дрался с атакующими французами, он получил тяжёлую рану в руку от генерала Мюрата, которого в свою очередь ранил в голову выстрелом из пистолета. Рана оказалась очень удачной — пуля вошла в одну щёку, а вышла через другую, при этом не задев кость и не повредив зубов. После этого Мустафа-паша уступил необходимости и сдался в плен с тысячью своих воинов. Остальные, охваченные ужасом, бежали и искали спасение в волнах, предпочитая морскую пучину милости победителя. Сэр Сидней Смит, который командовал флотом, доставившим турок в Абукир и решивший тоже поучаствовать в битве, едва не был захвачен в плен и с трудом добрался до своей шлюпки. Три бунчука паши, 100 знамён, 32 полевых орудия, 120 зарядных ящиков, все палатки, обозы, 400 лошадей остались на поле сражения.

## Итог битвы
Французы одержали абсолютную победу, нанеся турецкой армии сокрушительное поражение. Потери французов в этом сражении составили 200 убитыми и 550 ранеными. Турки потеряли в нём почти всю свою армию, 2000 убитыми, 5000 пленными, около 10000-11000 утонувшими. Это сражение закрепило власть французов в Египте вплоть до 1801 года, когда после битвы при Александрии и последовавшей осады города англичанами, оставшиеся французские части капитулировали и покинули данные территории.